# NGC 40
NGC 40 es una nebulosa planetaria de color rojizo en la constelación de Cefeo. Informalmente se la ha llamado Nebulosa de la Pajarita. Fue descubierta por William Herschel el 25 de noviembre de 1788. 
De magnitud aparente 11.4, está formada por gas caliente que se expande a razón de unos 29 km/s alrededor de una estrella central enana blanca. 

## Estrella central
Esta estrella es HD 826, de magnitud 11'6 y de clase espectral WC.
Es insólitamente luminosa, y presenta las características de una estrella de Wolf-Rayet. Su fuerte viento estelar confiere una forma irregular a la nebulosa.
Ha expulsado sus capas exteriores, y tiene una temperatura de unos 50.000 °C. Su radiación calienta la materia expulsada hasta 10.000 °C.
Se calcula que, en unos 30.000 años, la nebulosa se irá extinguiendo, y quedará sólo una enana blanca del tamaño aproximado de la Tierra.

## Observación de la nebulosa
No se distingue a simple vista, pero puede hacerse con un telescopio de 150 o 200 mm de apertura a unos 5º al SSE de la estrella binaria Errai (Gamma de Cefeo). Se observará un anillo luminoso interrumpido en dos puntos, y una región externa irregular y poco nítida.

### Obras de carácter general
- O'Meara, Stephen James: "Deep Sky Companions: The Caldwell Objects". Ed.: Cambridge University Press. 2003. ISBN 0-521-55332-6

### Cartas celestes
- Tirion, Rappaport y Lovi: "Uranometria 2000.0" - Volume I - The Northern Hemisphere to -6°. Ed.: Willmann-Bell, inc. Richmond, Virginia, Estados Unidos. 1987. ISBN 0-943396-14-X

- Tirion y Sinnott: "Sky Atlas 2000.0". 2ª ed. Ed.: Cambridge University Press. Cambridge, Estados Unidos. 1998. ISBN 0-933346-90-5